# Josh Donaldson
Joshua Adam Donaldson (8 de diciembre de 1985) es un tercera base estadounidense de béisbol profesional que jugó para los New York Yankees de las Grandes Ligas. Fue seleccionado en la primera ronda del draft de 2007 por los Chicago Cubs, y debutó en las mayores en 2010 con los Oakland Athletics, equipo al cual representó en su primer Juego de Estrellas en 2014.
En 2015, su primera temporada con los Toronto Blue Jays, ganó el premio de Jugador Más Valioso de la Liga Americana, liderando la liga en carreras anotadas e impulsadas, por lo cual también fue galardonado con un Bate de Plata.

## Carrera profesional

### Ligas menores
Donaldson fue seleccionado en la primera ronda del draft de 2007 por los Cachorros de Chicago como un receptor. Ese año jugó en ligas menores con los Arizona League Cubs y los Boise Hawks, y en 2008 jugó con los Peoria Chiefs de Clase A antes de ser traspasado a los Atléticos de Oakland junto a Matt Murton, Eric Patterson y Sean Gallagher a cambio de Rich Harden y Chad Gaudin. En Oakland fue asignado a los Stockton Ports de Clase A avanzada, y en 2009 jugó la temporada completa con los Midland RockHounds de Clase AA.

### Oakland Athletics

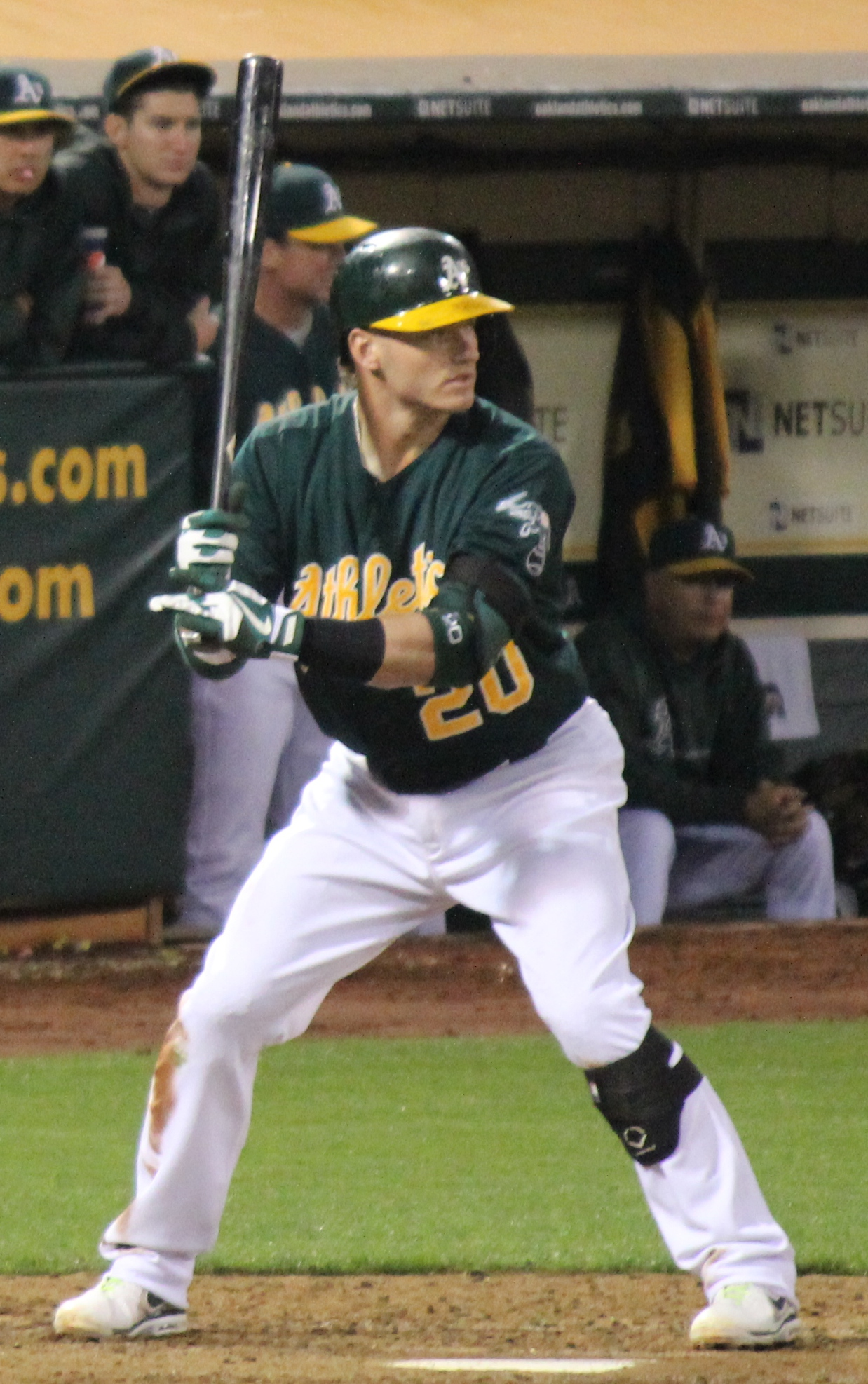
Donaldson con los Atléticos de Oakland en 2013.

El 30 de abril de 2010, Donaldson fue llamado por primera vez a Grandes Ligas, en reemplazo del lesionado Kurt Suzuki. Debutó esa misma noche como bateador emergente, y al día siguiente conectó el primer hit de su carrera, un jonrón de dos carreras ante el lanzador Dana Eveland de los Azulejos de Toronto. En total jugó 14 encuentros con los Atléticos antes de ser enviado a las menores, donde terminó la campaña con los Sacramento River Cats de Clase AAA, equipo con el cual jugó completa la temporada 2011 mejorando su promedio de bateo a .271 y registrando 17 jonrones y 70 impulsadas.
En los entrenamientos primaverales de 2012, Donaldson realizó la transición de receptor a tercera base, e inició la temporada regular como el tercera base titular de los Atléticos, pero debido a su bajo rendimiento fue bajado a AAA donde permaneció gran parte de la temporada, hasta que a mediados de agosto fue llamado de vuelta para ocupar el puesto del lesionado Brandon Inge. Al final de la temporada ayudó al equipo a alcanzar la postemporada, y registró promedio de .241 con nueve jonrones y 33 impulsadas.
En 2013, Donaldson tuvo un temporada revelación. Fue nombrado el Jugador del Mes en septiembre, luego de batear para promedio de .337 con 20 carreras anotadas, ocho dobles, cinco jonrones y 16 impulsadas en 25 juegos. Finalizó la campaña con .301 de promedio, 24 jonrones y 93 impulsadas en 158 juegos, por lo que finalizó en cuarto lugar en la votación para el Jugador Más Valioso de la Liga Americana.
En 2014, Donaldson fue elegido como el tercera base titular de la Liga Americana en el Juego de Estrellas. Finalizó la temporada con un bajo promedio de .244, pero superó sus marcas personales con 29 jonrones, 93 anotadas y 98 impulsadas. Además, recibió el Premio Fielding Bible como tercera base por sus cualidades defensivas.

### Toronto Blue Jays
El 28 de noviembre de 2014, los Atléticos traspasaron a Donaldson a los Azulejos de Toronto a cambio de Brett Lawrie, Kendall Graveman, Sean Nolin y Franklin Barreto.
El 5 de julio de 2015 fue anunciado como el tercera base titular de la Liga Americana en el Juego de Estrellas por segunda temporada consecutiva, superando el récord histórico con la mayor cantidad de votos recibidos. Finalizó la temporada con .297 de promedio, 122 carreras anotadas, 41 dobles, 41 jonrones y 123 impulsadas, por lo que fue reconocido con varios premios, incluyendo el Premio Hank Aaron, un Bate de Plata como tercera base y el Jugador Más Valioso de la Liga Americana, este último superando a Mike Trout y Lorenzo Cain.
El 10 de febrero de 2016, Donaldson firmó una extensión de contrato de dos años y $28.65 millones con los Azulejos. El 7 de julio fue seleccionado como reserva para el Juego de Estrellas de la temporada 2016, y hasta dicho juego bateaba .304 con 23 jonrones y 63 impulsadas. A pesar de jugar con molestias en la cadera al final de la temporada, jugó a un gran nivel en la Serie Divisional ante los Rangers de Texas, a quienes el equipo barrió en tres juegos. El 10 de noviembre ganó su segundo Bate de Plata consecutivo, y quedó en cuarto lugar de la votaciones al Jugador Más Valioso de la Liga Americana.
En 2017, Donaldson se lesionó la pantorrilla derecha el 13 de abril, por lo que fue incluido en la lista de lesionados al día siguiente. Regresó al equipo el 26 de mayo ante los Rangers de Texas, pero las lesiones afectaron su rendimiento a lo largo de la temporada. Finalizó con promedio de .277, 33 jonrones y 78 impulsadas en 113 juegos.
El 12 de enero de 2018, acordó un contrato por un año y $23 millones con los Azulejos para evitar el arbitraje salarial. El 29 de marzo fue diagnosticado con el síndrome del brazo muerto, luego que en el Día Inaugural de temporada regular fallara en varios de sus lanzamientos desde la tercera base, por lo que posteriormente jugó como bateador designado. Sin embargo, luego de sufrir lesiones en el hombro derecho y la pantorrilla izquierda, y pasar tiempo en la lista de lesionados de 10 días, fue transferido a la lista de 60 días.

### Cleveland Indians
El 31 de agosto de 2018, Donaldson fue traspasado a los Indios de Cleveland a cambio del lanzador Julian Merryweather. Luego de atravesar la fase de rehabilitación de su lesión, debutó con el equipo el 11 de septiembre frente a los Rays de Tampa Bay, su primer juego en las mayores desde el 28 de mayo. Finalizó la temporada regular con promedio de bateo de .246, ocho jonrones y 23 impulsadas en apenas 187 turnos al bate.

### Atlanta Braves
El 23 de noviembre de 2018, Donaldson firmó un contrato de un año y $23 millones con los Bravos de Atlanta.
En el 2019 bateó .259/.379/.521 con 37 jonrones y 94 carreras impulsadas. Hizo contacto con el porcentaje más bajo de lanzamientos a los que hizo swing en la zona de strike (76.6%) de todos los bateadores de la Liga Nacional. En defensa, tuvo una calificación de 15 Carreras defensivas salvadas (DRS), la mejor en la Liga Nacional entre los antesalistas. Fue nombrado Regreso del Año de la Liga Nacional en 2019.

### Minnesota Twins
El 22 de enero de 2020, Donaldson firmó un contrato de $92 millones por cuatro años con los Mellizos de Minnesota. En la temporada de 2020 acortada por el COVID-19, registró promedio de .222 con seis jonrones y 11 impulsadas en solo 28 encuentros, debido a una lesión en la pantorrilla derecha.
En 2021, Donaldson registró promedio de .247 con 26 jonrones y 72 impulsadas en 135 juegos. El 29 de mayo de 2021, Donaldson anotó la carrera número 2.000.000 en la historia de la MLB cuando anotó en un doble conectado por Nelson Cruz ante el lanzador de los Reales de Kansas City, Ervin Santana.